# Stanisław Jaczyński
Stanisław Jaczyński (ur. 1951) – polski historyk, profesor nauk humanistycznych. Profesor w Instytucie Historii Uniwersytetu Przyrodniczo-Humanistycznego w Siedlcach.

## Życiorys
W 1974 ukończył Wyższą Szkołę Oficerską w Poznaniu. Następnie podjął studia historyczne ukończone uzyskaniem tytułu zawodowego magistra w 1980. Stopień doktora nauk humanistycznych otrzymał 17 października 1990 za pracę pt. Generał Zygmunt Berling (1896-1980). Habilitację uzyskał 8 grudnia 2000 na podstawie pracy Zagłada oficerów Wojska Polskiego na Wschodzie, Wrzesień 1939 – maj 1940. Tytuł naukowy profesora otrzymał 22 czerwca 2016. 
Specjalizuje się w historii najnowszej, historii politycznej oraz stosunkach międzynarodowych.
Zatrudniony w Instytucie Historii Uniwersytetu Przyrodniczo-Humanistycznego w Siedlcach (UPH). Był kierownikiem Zakładu Historii Bezpieczeństwa w Instytucie Nauk Społecznych i Bezpieczeństwa UPH, a wcześniej zastępcą dyrektora i dyrektorem tegoż instytutu. W kadencjach 2012–2016 i 2016–2020 był dziekanem Wydziału Humanistycznego UPH.
W 2013 za książkę Ocaleni  od  zagłady: losy  oficerów  polskich  ocalałych  z  masakry katyńskiej otrzymał Główną Nagrodę KLIO – nagrodę autorską I stopnia Porozumienia Wydawców Książki Historycznej. 

## Wybrane publikacje
- Jaczyński S., Lenino 12–13. X. 1943, Bellona, Warszawa 1993.
- Jaczyński S., Zygmunt Berling: między sławą a potępieniem, Książka i Wiedza, Warszawa 1993, ISBN 83-05-12657-9.
- Jaczyński S., Zagłada oficerów Wojska Polskiego na Wschodzie: wrzesień 1939 - maj 1940, Bellona, Warszawa 2000, ISBN 83-11-09194-3.
- Jaczyński S., Ocaleni od zagłady: losy oficerów polskich ocalałych z masakry katyńskiej, Bellona, Warszawa 2012, ISBN 978-83-11-12478-3.